# Zebrasoma velifer

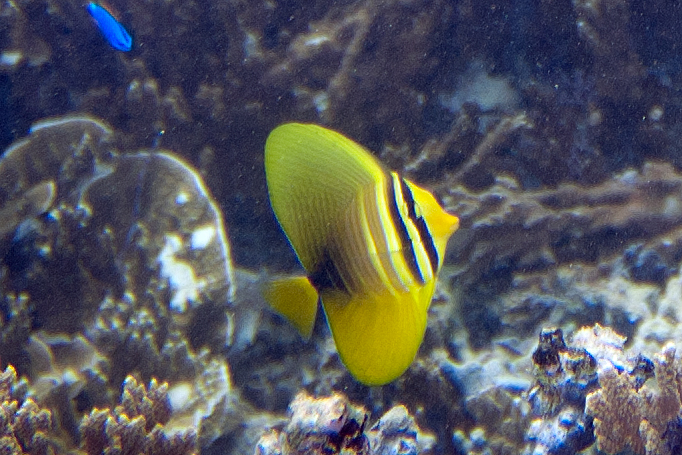
Ejemplar juvenil de Z. velifer

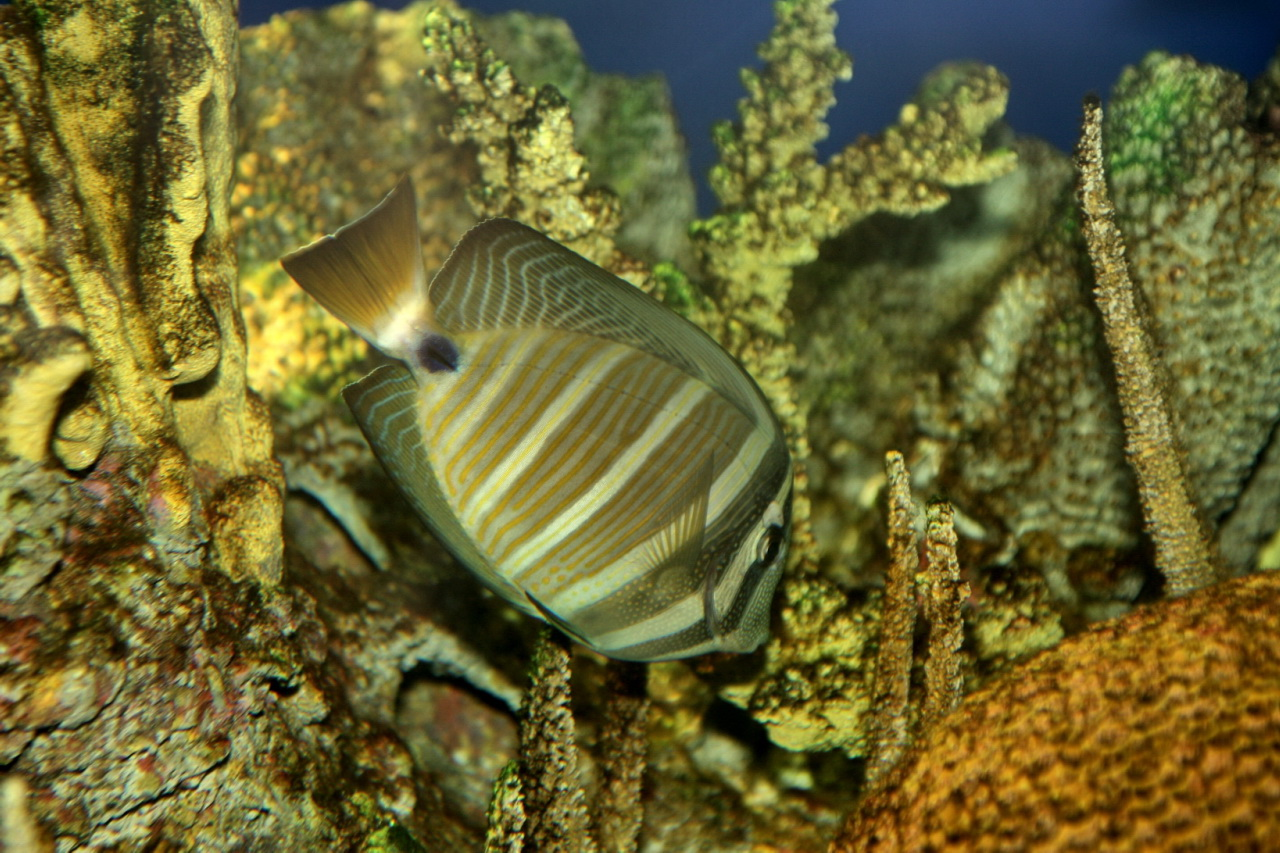
Z. velifer en el National Aquarium, Washington D. C.

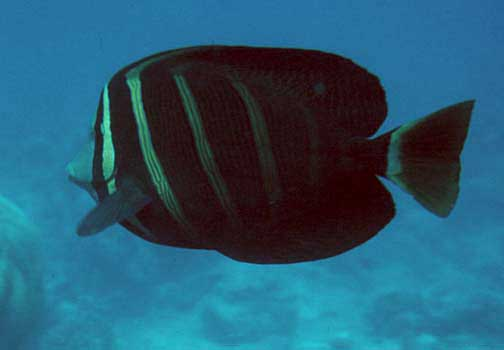
Z. velifer en el arrecife de Kaho, Hawái

El cirujano vela (Zebrasoma velifer) es un pez cirujano, de la familia de los Acantúridos. Especie común en la mayor parte de su área de distribución, aunque no abundante localmente. Se cosecha y captura como alimento humano en ciertas partes de dicha área. Es un pez marino popular en acuariofilia.

## Morfología
Posee la morfología típica de su familia, cuerpo ovalado, forma de disco al erguir las aletas dorsal y anal. La coloración varía dependiendo de la edad. En general, sobre el cuerpo se alternan franjas verticales claras y oscuras, la primera de éstas sobre el ojo, y otras líneas finas de color amarillento, que en la parte inferior se reducen a puntos. También se aprecian numerosos puntos blancos sobre la cabeza. En el centro del pedúnculo caudal tienen una espina de color oscuro rodeada de una zona azul. Es muy parecido a Zebrasoma desjardinii del Mar Rojo y la India, diferenciándose por el tamaño de las aletas dorsal y anal, que en Z. velifer son mayores, y por las franjas verticales claras de su cuerpo, que Z. desjardinii colorea de adulto. La diferencia más distintiva es que Z. velifer tiene la aleta caudal amarilla, mientras que Z. desjardinii la tiene oscura con rayas y puntos claros. Los ejemplares juveniles tienen un color amarillento de base, aparte de las franjas y puntos, tanto en el cuerpo como en aletas, que pierden de adultos.

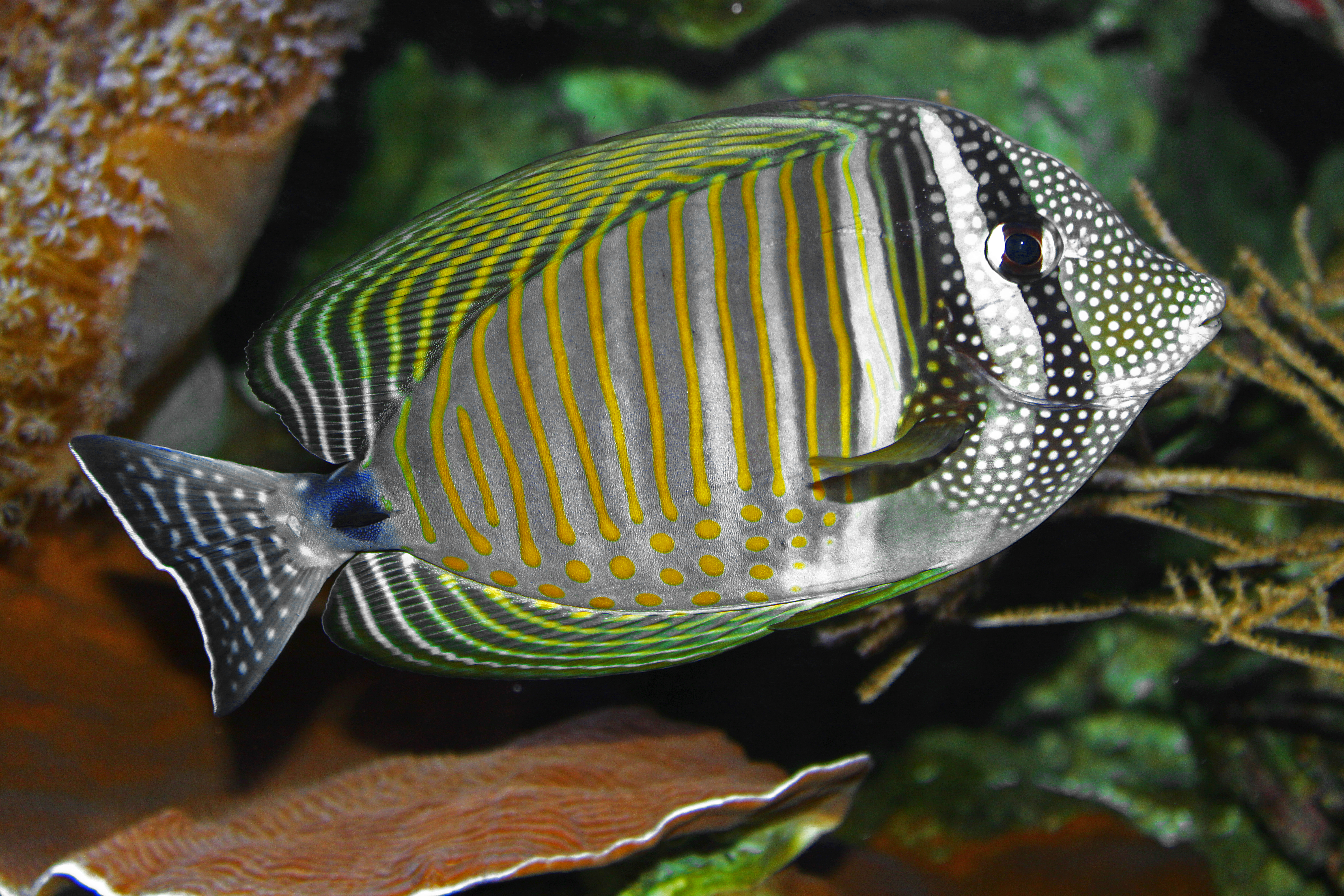
Zebrasoma desjardinii, la aleta caudal es gris con rayas y puntos
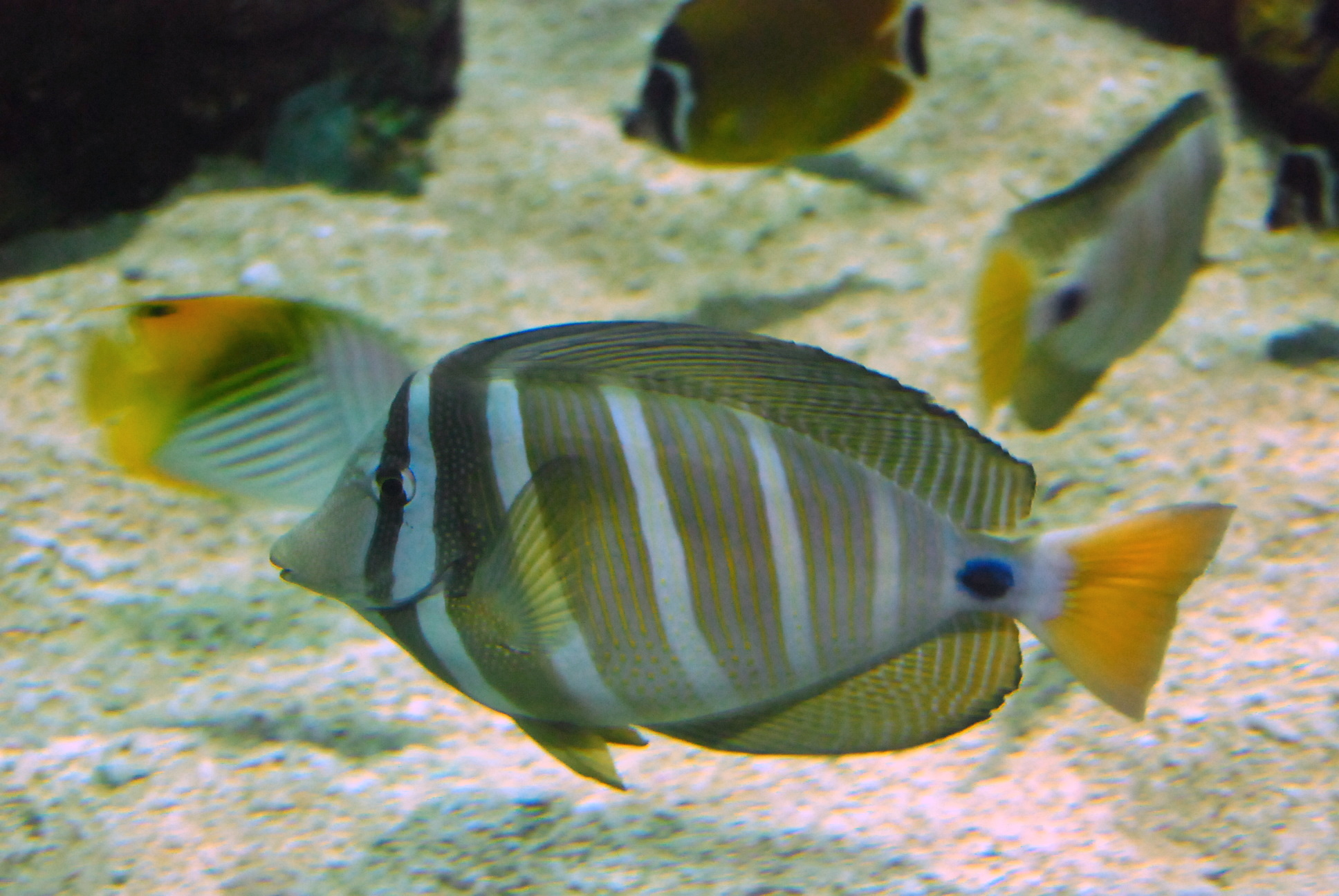
Zebrasoma velifer, la aleta caudal es amarilla

Como todos los peces cirujano, de ahí les viene el nombre común, tiene 1 espina extraíble a cada lado del pedúnculo caudal, que usan para defenderse de otros peces.
Cuenta con 4-5 espinas y 29-33 radios blandos dorsales, y 3 espinas y 23-26 radios blandos anales.
Alcanza los 40 cm de largo. Su edad máxima es de 30 años.

## Hábitat y comportamiento
Suele verse tanto en lagunas y áreas superficiales protegidas, como en arrecifes coralinos exteriores. Su rango de profundidad va de 1 a 45 m, aunque es más común entre 2 y 30 m. Los adultos suelen encontrarse solos u ocasionalmente emparejados, y los juveniles solitarios, se suelen proteger en corales Acropora.
Ágil y vistoso nadador, sociable con la mayoría de habitantes del arrecife, a excepción de machos territoriales de su misma especie.

## Distribución geográfica
Se distribuye en el océano Indo-Pacífico, desde Yemen hasta Hawái y la isla Rapa, en Polinesia Francesa.
Es especie nativa de Australia; Brunéi Darussalam; Camboya; China; isla Christmas; islas Cook; Filipinas; Fiyi; Guam; Hawái (EE. UU.); Hong Kong; Indonesia; Japón; isla Johnston; Kiribati (Gilbert Is., Kiribati Line Is., Phoenix Is.); isla de la Línea (EE. UU.); Macao; Malasia; islas Marianas del Norte; islas Marshall; Micronesia; Nauru; Nueva Caledonia; Niue; Palaos; Papúa Nueva Guinea; Pitcairn; Polinesia Francesa; Samoa; Samoa Americana; Singapur; islas Salomón; Tailandia; Taiwán (China); Territorio disputado: isla Paracel e isla Spratly; Timor-Leste; Tokelau; Tonga; Tuvalu; Vanuatu; Vietnam; isla Wake y Wallis y Futuna. Se reporta su presencia en Jordania y Mozambique, aunque está pendiente de confirmar.

## Alimentación
Es principalmente herbívoro, se nutre principalmente de plancton, algas filamentosas y varias macroalgas.
En acuariofilia es una de las especies utilizadas para el control de algas por medios naturales. En cautividad come la mayoría de algas: pardas, diatomeas, rojas, verdes, e incluso verdeazuladas. También puede consumir algas de los géneros Caulerpa y Valonia. En su hábitat natural ramonea en el sustrato en busca de algas y detritus.

## Reproducción
No presentan dimorfismo sexual claro, tan sólo siendo los machos de mayor tamaño que las hembras. Son ovíparos y la puesta de huevos se realiza tanto en pareja, como en comunidad. El desove sucede alrededor de la luna llena, estando sometido a la periodicidad del ciclo lunar.

## Mantenimiento en cautividad
La iluminación deberá ser necesariamente intensa para que pueda desarrollarse la colonia de algas suficiente de la que se alimenta. Además requiere mantener un buen número de roca viva entre la decoración del acuario con suficientes escondrijos.
Al igual que el resto de especies de cirujanos, son muy sensibles a determinadas enfermedades relacionadas con la piel. Es recomendable la utilización de esterilizadores ultravioleta para la eliminación de las plagas patógenas. 
Aunque es herbívoro, acepta tanto artemia y mysis congelados, como alimentos disecados. No obstante, una adecuada alimentación debe garantizar el aporte diario de vegetales, sean naturales o liofilizados.
Si vamos a mantenerlo con otras especies, conviene introducir individuos juveniles de unos 8 cm, y hacerlo de tal forma que sea la última especie en integrarse al conjunto.

## Galería

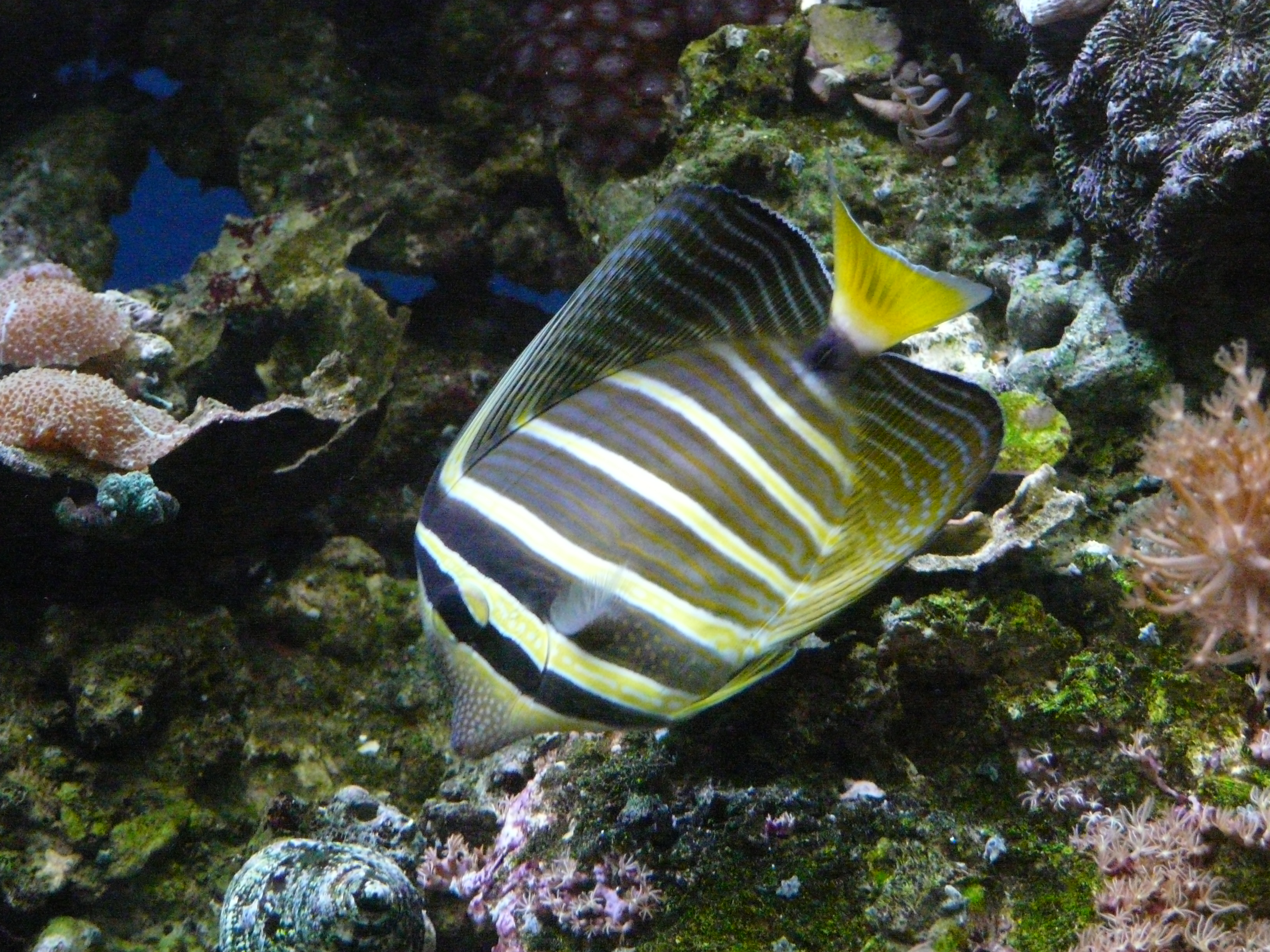
Acuario tropical de Pierrefitte-Nestalas, Hautes-Pyrénées, Francia
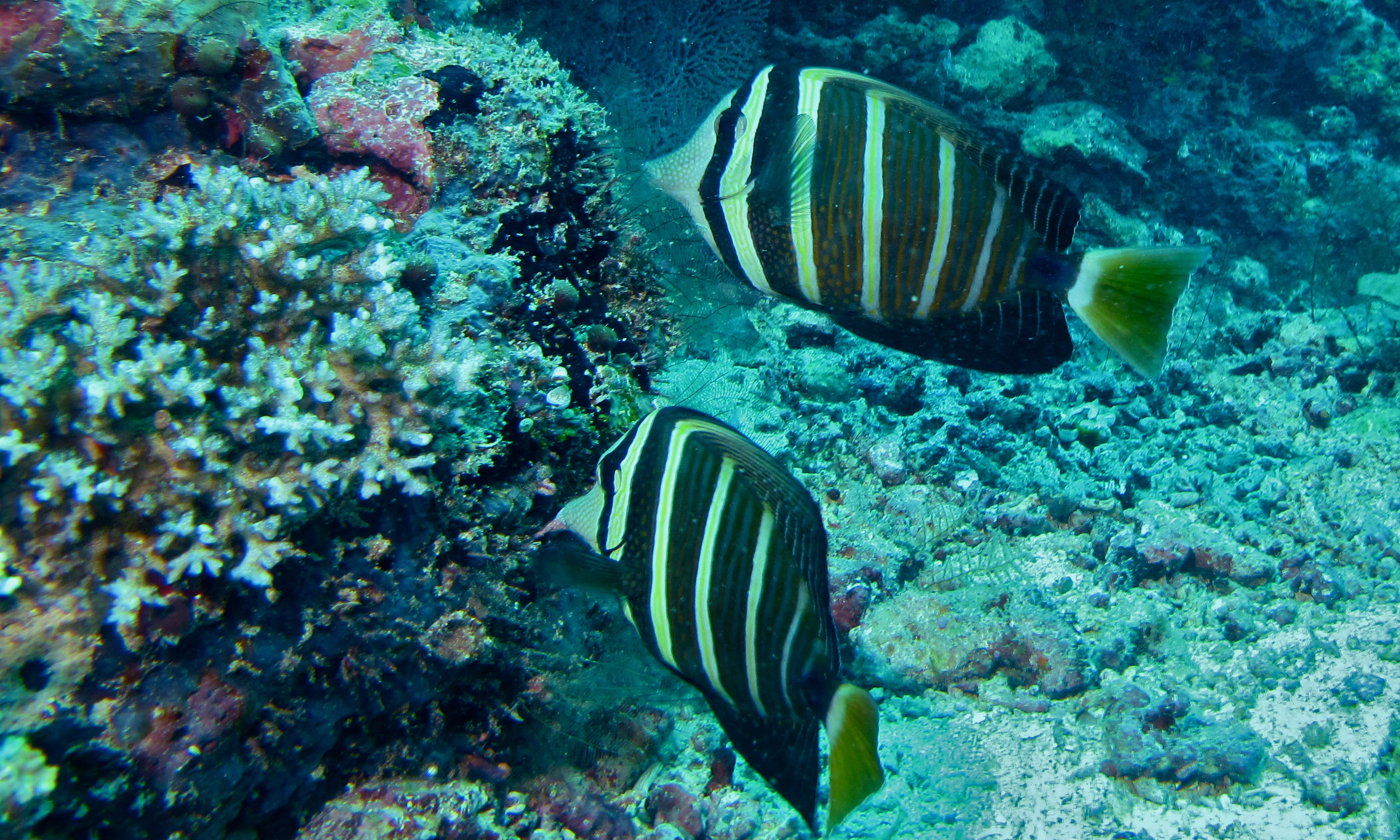
Pareja de Z. velifer en Sipadan, Malasia
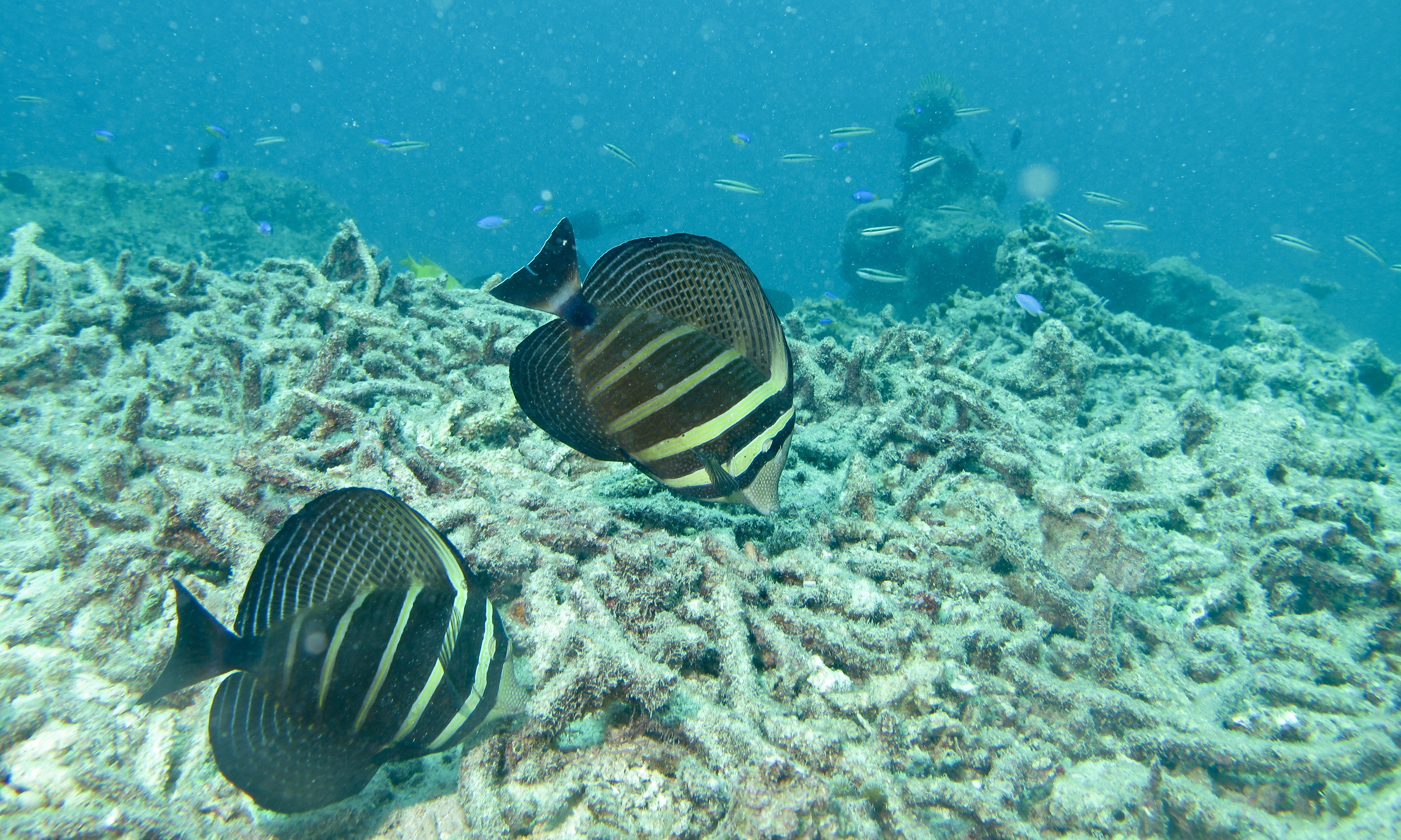
Pareja de Z. velifer ramoneando en escombros coralinos, en Sipadan
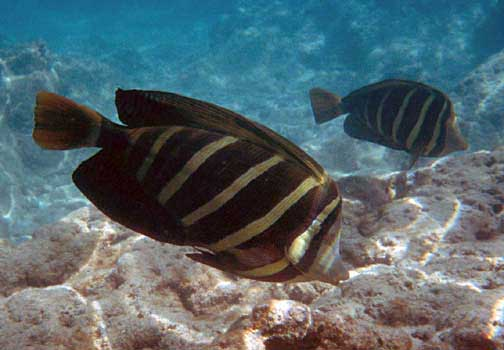
Pareja de Z. velifer en el arrecife de Kaho, Hawái
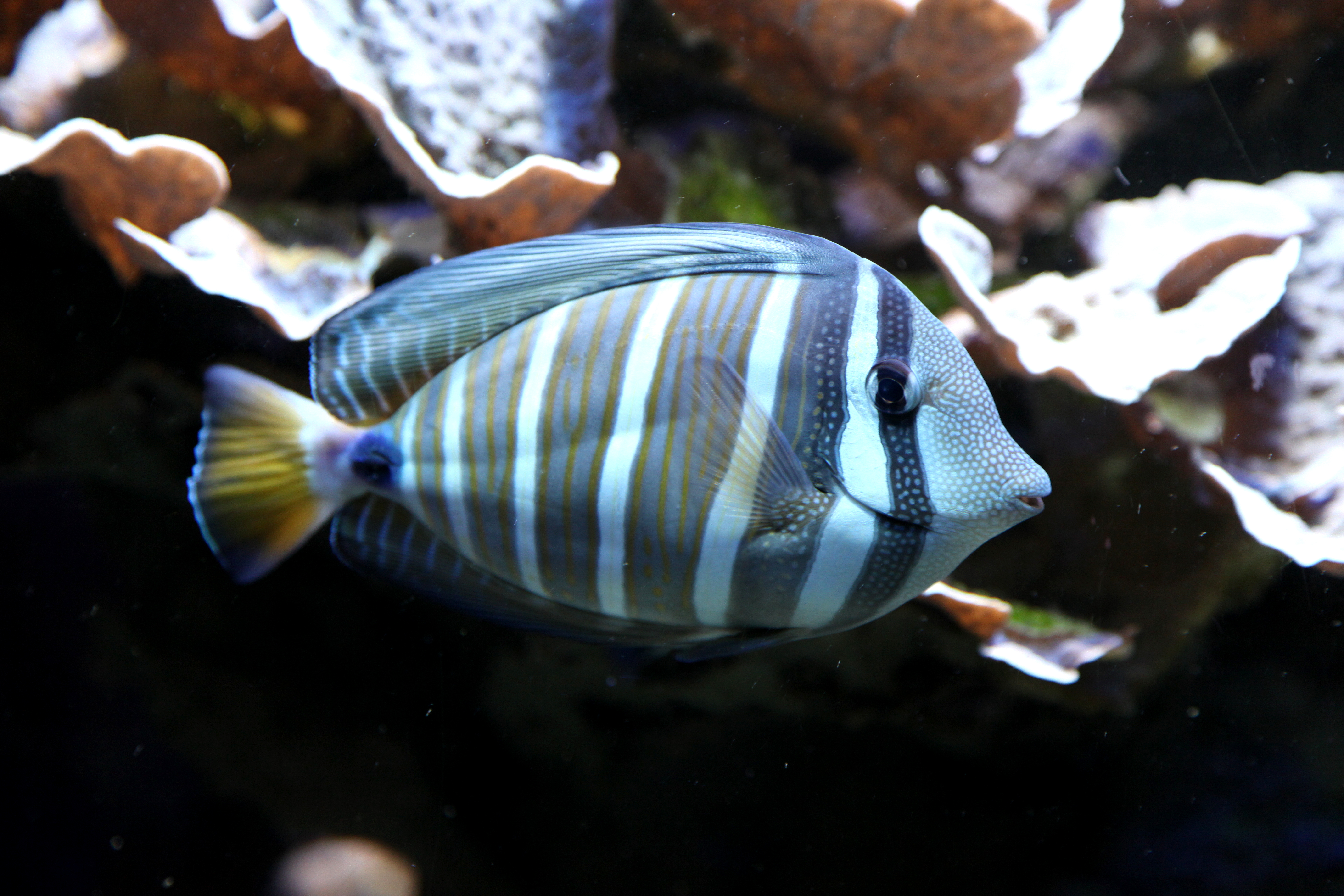
Z. velifer en el Aquazoo de Duseldorf, Alemania
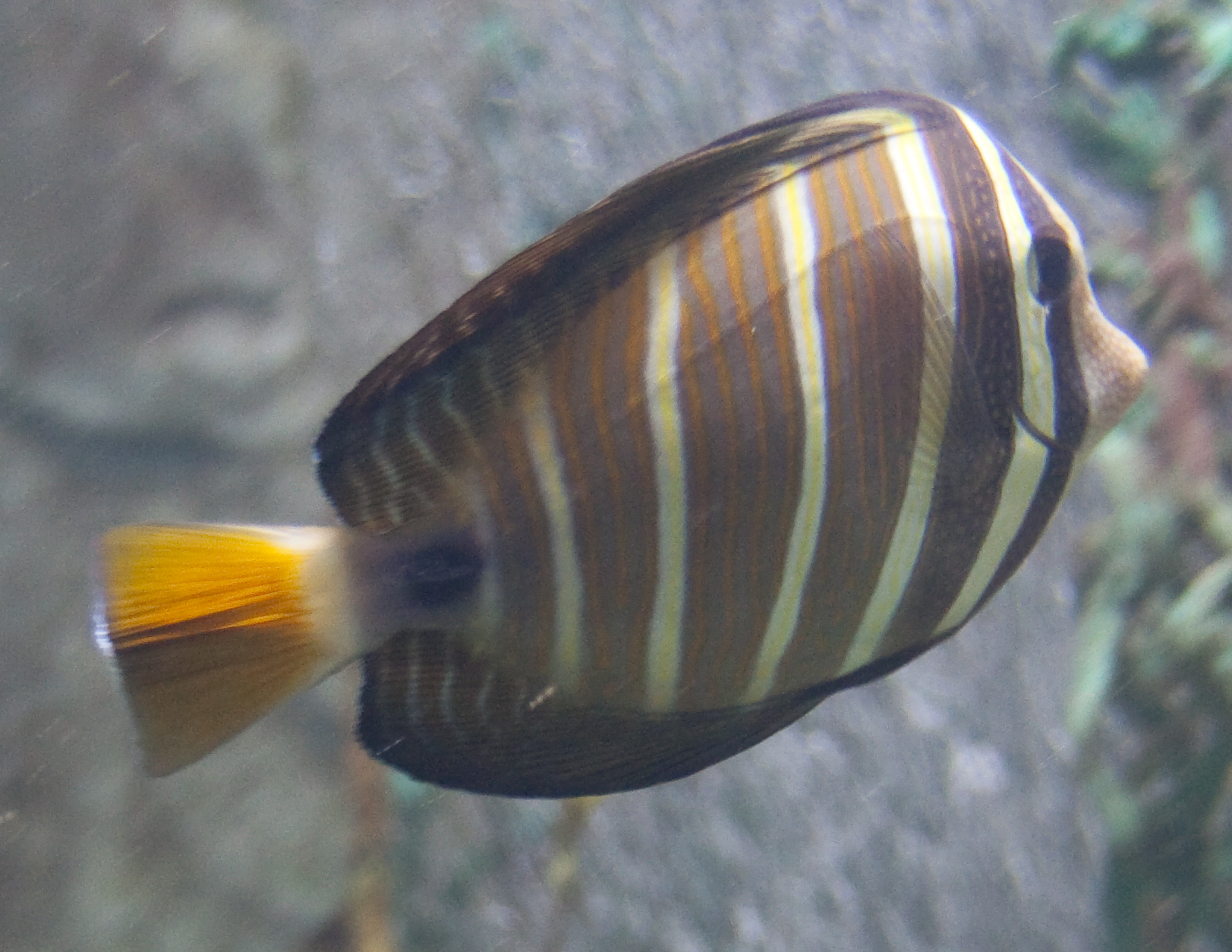
Z. velifer
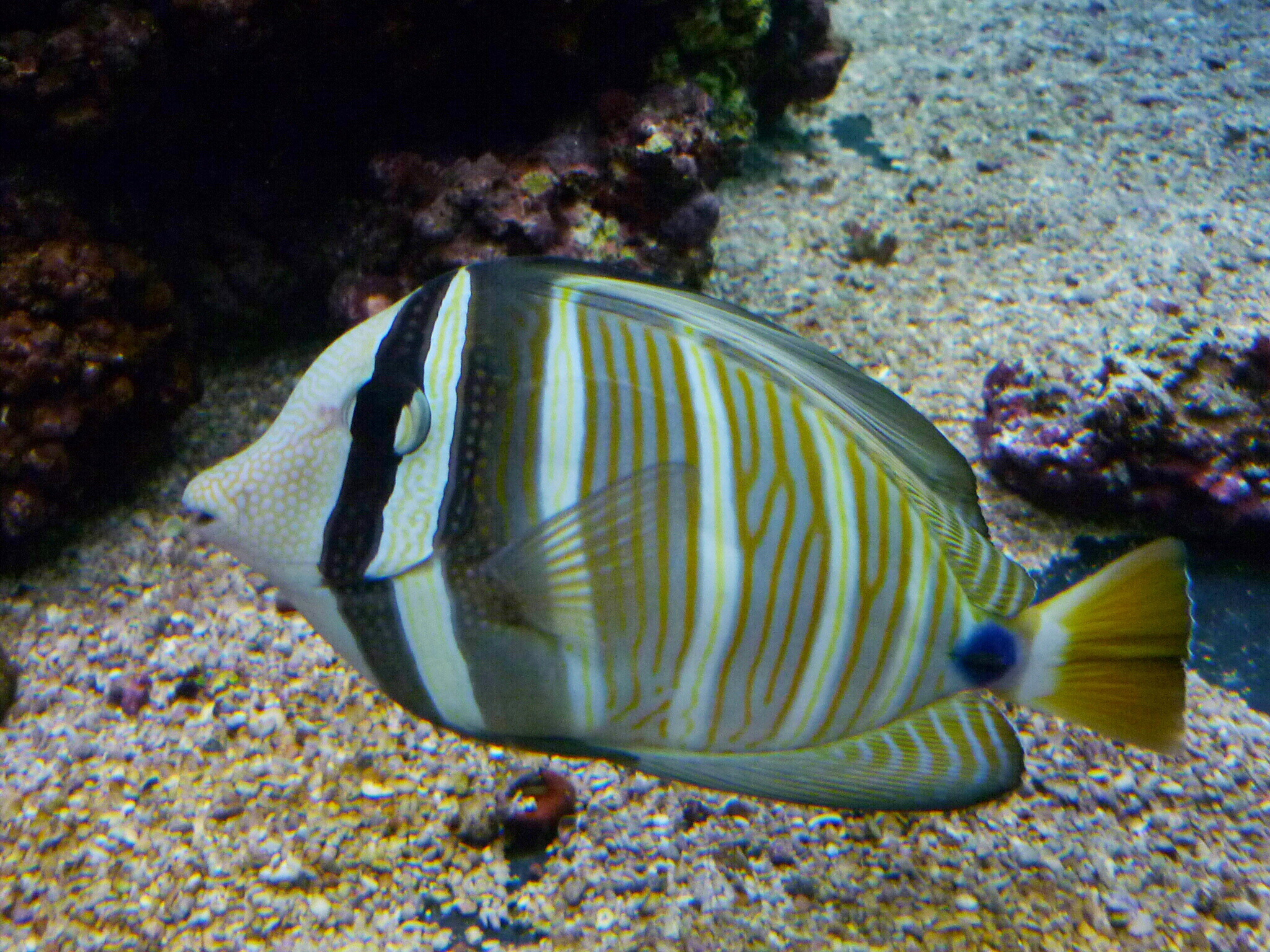
Z. velifer en el Acuario de Waikiki, Hawái
Z. velifer en el acuario del Bristol Zoo Gardens